# Pholcus qingchengensis
Pholcus qingchengensis är en spindelart som beskrevs av Gao, Gao och Zhu 2002. Pholcus qingchengensis ingår i släktet Pholcus och familjen dallerspindlar. Inga underarter finns listade i Catalogue of Life.